# Манойло Андрій Вікторович
Андрі́й Ві́кторович Мано́йло (14 жовтня 1975, Фрязіно, Московська область) — російський політолог, доктор політичних наук, професор Московського державного університету, з 1998 у ФСБ; бізнес-консультант, фахівець з психологічних операцій та інформаційних війн. Закінчив фізичний факультет Московського державного університету (1998), там же захистив дисертацію (2000).

## Біографія
У 1992 році закінчив фізико-математичний клас Фрязинської середньої школи № 1 та вступив на перший курс фізичного факультету Московського державного університету ім. М. В. Ломоносова. Диплом захищав на кафедрі фізики атмосфери фізичного факультету МДУ (1998 р.). Тема диплома — структура полів розсіяної ультрафіолетової радіації в атмосфері в умовах хмарності.
У 1998 році був призваний на військову службу в ФСБ Росії, у січні 1999 закінчив Факультет підготовки керівних кадрів Академії ФСБ за фахом «оперативна діяльність в органах ФСБ Росії». С 1999 по 2002 рік — закордонні відрядження в Норвегію, Данію.
В березні 1998 року, уже знаходячись на військовій службі, вступив до аспірантури фізичного факультету МДУ ім. М. В. Ломоносова, яку успішно завершив в 2000 році (достроково), захистив дисертацію й став кандидатом фізико-математичних наук.
Займався науковими дослідженнями в сфері психологічних операцій та інформаційних війн у співпраці з РАГС при Президенті РФ.
Наразі продовжує займатись розвитком цих напрямків політичної науки у співпраці з МДУ ім. М. В. Ломоносова і з Дипломатичною академією МЗС Російської Федерації.
В сфері бізнесу (операції із землею, будівництво, інвестиції) відомий як розробник ряду успішних операцій з відбиття рейдерських атак, захисту бізнесу від спроб недружнього злиття і поглинання, корпоративного шантажу, автор серії відомих тактичних схем захисту й утримання земельних активів, дискредитації й розкладу організованої опозиції.
У великому російському бізнесі в різний час займався наступними напрямками:
 — побудовою конструктивних стосунків з головами адміністрацій районів Московської області, у яких зосереджені бізнес-активи (GR-management);
 — завершенням оформлення земельних активів в Московській області, скупки земельних паїв у колишніх колгоспників, оспаривающих итоги приватизации;
 — організацією, проведенням і забезпеченням необхідних результатів громадських слухань з переводу земель з однієї категорії в іншу;
 — розв'язанням суперечок з приводу земельних і майнових стосунків;
 — відбиттям рейдерських атак, націлених на спорні активи, й спроб корпоративного шантажу;
 — перемовами й побудовою відносин з партнерами, врегулюванням фінансових суперечностей;
 — залученням инвестицій;
 — психологічним консультуванням і проведенням внутрішніх розслідувань по особливо важливих справах.
В науковій сфері А. В. Манойло має понад 40 друкованих робіт з міжнародних відносин, політичної конфліктології, психологічним операціям й інформаційній безпеці, в тому числі — три монографії:
-->

## Публікації
Монографії
1. Манойло А. В. Технологии несилового разрешения современных конфликтов. / А. В. Манойло; под ред. проф. А. И. Петренко. — М.: Горячая линия — Телеком, 2008. — 392 с.: ил. (24,5 печ. л.)
2. Манойло А. В. Государственная информационная политика в особых условиях. / А. В. Манойло. — М.: МИФИ, 2003. — 388 с. (24,25 печ. л.) 
 Рецензенты: 
 Заведующий кафедрой информационной политики Российской академии государственной службы при Президенте Российской Федерации, д-р философ. наук, проф. В. Д. Попов; 
 Заведующий кафедрой общей юриспруденции и правовых основ безопасности факультета защиты информации Московского инженерно-физического института, акад. РАЕН, д-р юрид. наук, проф. А. А. Фатьянов; 
 Заместитель начальника Управления проблем информационной безопасности Совета Безопасности России, чл.-кор. академии криптографии РФ, д-р техн. наук, проф. А. А. Стрельцов; 
 Советник УК Администрации Президента Российской Федерации, д-р психолог. наук Г. В. Грачев[3]
3. Манойло А. В. Технологии психологического управления международными конфликтами: пределы регулирующего воздействия. / А. В. Манойло. — М.: Паритет, 2008. — 68 с. (8 печ. л.)
4. Манойло А. В. Государственная информационная политика в условиях информационно-психологической войны. / А. В. Манойло, А. И. Петренко, Д. Б. Фролов. — М.: Горячая линия — Телеком, 2003. — 541 с.: ил. (34,64 печ. л., доля соискателя — 11,6 печ. л.)

Лекції тощо
1. Операции информационно-психологической войны: краткий энциклопедический словарь-справочник. / В. Б. Вепринцев, А. В. Манойло, А. И. Петренко, Д. Б. Фролов; под ред. проф. А. И. Петренко. — М.: Горячая линия — Телеком, 2005. — 495 с.: ил.
2. Государственная информационная политика в условиях информационно-психологических конфликтов высокой интенсивности и социальной опасности: Курс лекций. / А. В. Манойло, А. И. Петренко, Д. Б. Фролов. — М.: МИФИ, 2003. — 224 с.: ил.
3. Манойло А. В. Информационная война как инструмент внешней агрессии и территориальной экспансии: учебное пособие. — М: НИИПИ, 2000. — 102 с.

Статті
1. Манойло А. В. Информационно-психологические технологии разрешения современных конфликтов. / А. В. Манойло // Власть. -2008. — № 5. — С.27-30.
2. Манойло А. В. Мирное разрешение конфликтов: национальные концепции, модели, технологии / А. В. Манойло // Власть. -2008. — № 8. — С.79-84.
3. Манойло А. В. Модели и технологии психологического управления международными конфликтами. / А. В. Манойло // Дипломатическая служба. -2008. — № 2. — С.33-41.
4. Манойло А. В. Психологические операции: модели и технологии управления конфликтами. / А. В. Манойло // Политэкс (Политическая экспертиза). — 2008. — № 3 .- С. 62-73.
5. Манойло А. В. Психологические операции США в Ираке. / А. В. Манойло // Космополис. -2008. — № 1 (20).
6. Манойло А. В. Модель информационно-психологической операции в международных конфликтах. / А. В. Манойло // Право и политика. -2008. — № 6. — С.1387-1394.
7. Манойло А. В. Культурно-цивилизационные модели и технологии психологического разрешения международных конфликтов. / А. В. Манойло // Право и политика. -2008. — № 4. — С.914-926.
8. Манойло А. В. Проблемы и перспективы исследования информационно-психологических технологий разрешения международных конфликтов. / А. В. Манойло // Право и политика. -2008. — № 3. — С.592-598.
9. Манойло А. В. Национально-государственные модели психологического управления конфликтами. / А. В. Манойло // Обозреватель-Observer. -2008. — № 2. — С.118-123.
10. Манойло А. В. Технологии несилового разрешения международных и внутриполитических конфликтов. Часть 1. Культурно-цивилизационные отличия в моделях и технологиях психологического воздействия на современные конфликты. / А. В. Манойло // Обозреватель-Observer. -2008. — № 3. — С.89-96.
11. Манойло А. В. Технологии несилового разрешения международных и внутриполитических конфликтов. Часть 2. Англосаксонская культурно-цивилизационная модель психологического воздействия на конфликты. / А. В. Манойло // Обозреватель-Observer. -2008. — № 4. — С.87-94.
12. Манойло А. В. Пределы регулирующего воздействия информационно-психологических технологий на международные конфликты / А. В. Манойло // Право и политика. -2008. — № 7. — С.1653-1664.
13. Манойло А. В. Информационное противоборство и государственная информационная политика в условиях информационно-психологической войны. / А. В. Манойло, А. И. Петренко // Право и политика. -2003. — № 9. — С.110-125.
14. Манойло А. В. Правовые и политологические проблемы формирования государственной информационной политики в условиях угрозы использования арсенала сил, средств и методов информационно-психологической войны в политических целях. / А. В. Манойло, А. И. Петренко // Право и политика. -2004. — № 2. — С. 90-112. Публикации в изданиях, рекомендованных ВАК России для соискателей ученой степени доктора наук по специальностям «право», «управление», «экономика», «психология»:
15. Манойло А. В. Модели информационного воздействия на разрешение международных и внутриполитических конфликтов. / А. В. Манойло // Федерализм. -2008. — № 3. — С. 159—172.
16. Манойло А. В. Психологические операции. / А. В. Манойло // Акмеология. -2009. — № 1.
17. Манойло А. В. Информационное противоборство в условиях психологической войны. / А. В. Манойло // Закон и право. -2003. — № 12. — С. 31-34.
18. Манойло А. В. Информационно-психологическая безопасность./ А. В. Манойло, А. И. Петренко, Д. Б. Фролов // Безопасность информационных технологий. -2004. — № 1. — С. 17-21.
19. Манойло А. В. Информационно-психологические операции как организационная форма реализации концепции информационно-психологической войны. / А. В. Манойло, Д. Б. Фролов // Проблемы информационной безопасности. Компьютерные системы. -2003. — № 2. — С. 7-14.
20. Манойло А. В. Система социальных и политических отношений информационного общества как среда организации и проведения тайных операций информационно-психологической войны. / А. В. Манойло, Д. Б. Фролов // Проблемы информационной безопасности. Компьютерные системы. -2003. — № 3. — С. 21-27.
21. Манойло А. В. Особенности информационной политики эпохи информационного общества. / А. В. Манойло, Д. Б. Фролов, В. Б. Вепринцев // Проблемы информационной безопасности. Компьютерные системы. -2002. — № 4. — С. 18-22.
22. Манойло А. В. Обеспечение геополитических интересов и информационной безопасности государства в процессе интеграции информационного и космического пространств. / А. В. Манойло, А. И. Петренко, Д. Б. Фролов, В. Б. Вепринцев // Безопасность информационных технологий. — 2004. — № 3. — С. 11-18.
23. Манойло А. В. Информационно-психологическая безопасность современного информационного общества. / А. В. Манойло, А. И. Петренко // Стратегическая стабильность. -2003. — № 3. — С. 59-64.
24. Манойло А. В. Обеспечение геополитических интересов и информационной безопасности государства. / А. В. Манойло, В. Б. Вепринцев // Стратегическая стабильность. -2003. — № 3. — С. 27-34. Публикации на иностранных языках:
25. Manoilo A.V. Research Problems of Forms and Methods of State Information-Psychological Warfare Regulation. / Manoilo A.V. // Proceedings of The Forth International Scientific and Methodic Conference «Internet-Education-Science-2004». — V.: VSTU, 2004. — pp. 368—371.
26. Manoilo A.V. Methods of Psychological Warfare Research. / Manoilo A.V. // Proceedings of The Forth International Scientific and Methodic Conference «Internet-Education-Science-2004». — V.: VSTU, 2004. — pp. 372—374.
27. Manoilo A. V., Psychological Warfare Management. / Manoilo A.V. // Proceedings of The Forth International Scientific and Methodic Conference «Internet-Education-Science-2004». — V.: VSTU, 2004. — pp. 375—378. Публикации в других научных изданиях:
28. Манойло А. В. Международный терроризм и модели психологического управления этнополитическими конфликтами. / А. В. Манойло // Глобализация и терроризм: противоречия и угрозы XXI века. Статьи и доклады международной конференции. / Под ред. В. В. Минаева (отв.ред.). — М.: РГГУ — 2008. — С. 386—395.